# (3238) Timresovia
(3238) Timresovia (1975 VB9) – planetoida z pasa głównego asteroid okrążająca Słońce w ciągu 4,35 lat w średniej odległości 2,67 au. Odkryta 8 listopada 1975 roku.